# 18e Grammy Awards
De achttiende editie van de jaarlijkse uitreiking van de Grammy Awards vond plaats op 28 februari 1976 in het Hollywood Palladium in Los Angeles. De show werd gepresenteerd door Andy Williams.
Er waren dit jaar geen winnaars die boven alles en iedereen uitstaken als het gaat om het aantal gewonnen Grammy's. Paul Simon, Michel Legrand en Natalie Cole waren de enige artiesten die met meer dan één Grammy naar huis gingen; zij wonnen er elk twee. Een andere aanwijzing dat er niet echt één grote winnaar was, was het feit dat voor het eerst sinds 1970 de vier Grammy's in de belangrijkste categorieën (Song of the Year, Album of the Year, Record of the Year en Best New Artist) naar vier verschillende uitvoerenden en/of composities gingen.
In zijn dankwoordje na het winnen van de Grammy voor Album of the Year bedankte Paul Simon onder meer Stevie Wonder, omdat die "dit jaar geen album had uitgebracht." Paul refereerde daarmee aan het feit dat Wonder de twee jaren daarvoor deze categorie had gewonnen met respectievelijk Innervisions en Fulfillingness' First Finale. Hij zou het jaar daarop opnieuw een Grammy voor Album of the Year winnen met Songs in the Key of Life.
Acteur Richard Burton won een Grammy in de kinder-categorie voor The Little Prince. Hoewel hij veel beroemder is voor zijn werk in films, heeft hij wel een Grammy, maar nog nooit een Oscar gewonnen (wel werd hij zeven keer genomineerd).
Het aantal categorieën werd met één uitgebreid. Voor het eerst werd een Grammy uitgereikt aan de beste latin opname. Voorlopig zou het bij één categorie voor deze muziekstijl blijven, maar in de jaren 80 en 90 zou deze muziek een prominentere plek krijgen bij de Grammy's.

## Winnaars

### Algemeen
- Record of the Year
  - "Love Will Keep Us Together" - Captain & Tennille (uitvoerenden); Daryl Dragon (producer)
- Album of the Year
  - "Still Crazy After All These Years" - Paul Simon (uitvoerende); Paul Simon & Phil Ramone (producers)
- Song of the Year
  - Stephen Sondheim (componist) voor "Send In The Clowns" (uitvoerende: Judy Collins)
- Best New Artist
  - Natalie Cole

### Pop
- Best Pop Vocal Performance (zangeres)
  - "At Seventeen" - Janis Ian
- Best Pop Vocal Performance (zanger)
  - "Still Crazy After All These Years" - Paul Simon
- Best Pop Vocal Performance (duo/groep)
  - "Lyin' Eyes" - The Eagles
- Best Pop Instrumental Performance
  - "The Hustle" - Van McCoy & The Soul City Symphony

### Country
- Best Country Vocal Performance (zangeres)
  - "I Can't Help It (If I'm Still in Love With You)" - Linda Ronstadt
- Best Country Vocal Performance (zanger)
  - "Blue Eyes Crying in the Rain" - Willie Nelson
- Best Country Vocal Performance (duo/groep)
  - "Lover Please" - Rita Coolidge & Kris Kristofferson
- Best Country Instrumental Performance
  - "The Entertainer" - Chet Atkins
- Best Country Song
  - Larry Butler & Chips Moman (componisten) voor "(Hey Won't You Play) Another Somebody Done Somebody Wrong Song" (uitvoerende: B.J. Thomas)

### R&B
- Best R&B Vocal Performance (zangeres)
  - "This Will Be" - Natalie Cole
- Best R&B Vocal Performance (zanger)
  - "Living for the City" - Ray Charles
- Best R&B Vocal Performance (duo/groep)
  - "Shining Star" - Earth, Wind & Fire
- Best R&B Instrumental Performance
  - "Fly, Robin, Fly" - Silver Convention
- Best R&B Song
  - Harry Wayne Casey, Richard Finch, Willie Clarke & Betty Wright (componisten) voor "Where Is The Love" (uitvoerende: Betty Wright)

### Folk
- Best Ethnic or Traditional Recording
  - "The Muddy Waters Woodstock Album" - Muddy Waters

### Gospel
- Best Gospel Performance
  - "No Shortage" - The Imperials
- Best Soul Gospel Performance
  - "Take Me Back" - Andrae Crouch & The Disciples
- Best Inspirational Performance
  - "Jesus, We Just Want To Thank You" - Bill Gaither Trio

### Jazz
- Best Jazz Performance (solist)
  - "Oscar Peterson and Dizzy Gillespie" - Dizzy Gillespie
- Best Jazz Performance (groep)
  - "No Mystery" - Chick Corea & Return to Forever
- Best Jazz Performance (big band)
  - "Images" - Michel Legrand & Phil Woods

### Latin
- Best Latin Recording
  - "Sun of Latin Music" - Richard Palmieri

### Klassieke muziek
Vetgedrukte namen ontvingen een Grammy. Overige uitvoerenden, zoals orkesten, solisten e.d., die niet in aanmerking kwamen voor een Grammy, staan in kleine letters vermeld.
- Best Classical Performance (orkest)
  - "Ravel: Daphnis et Chloë (Complete Ballet)" - Pierre Boulez (dirigent)
  - Camarata Singers (koor); New York Philharmonic
- Best Classical Performance (vocalist)
  - "Mahler: Kindertotenlieder" - Janet Baker
- Best Classical Performance (instrumentale solist met orkestbegeleiding)
  - "Ravel: Concerto for Left Hand and Concerto for Piano in G/Fauré: Fantaisie for Piano and Orchestra" - Alicia de Larrocha
  - London Philharmonic Orchestra o.l.v. Rafael Fruhbeck de Burgos
- Best Classical Performance (instrumentale solist zonder orkestbegeleiding)
  - "Bach: Sonatas and Partitas for Violin Unaccompanied" - Nathan Milstein
- Best Chamber Music Performance (Beste kamermuziekuitvoering)
  - "Schubert: Trios Nos. 1 in B Flat, Op. 99 and 2 in E Flat, Op. 100 (Piano Trios)" - Pierre Fournier, Artur Rubinstein & Henryk Szeryng
- Best Opera Recording
  - "Mozart: Cosi Fan Tutte" - Colin Davis (dirigent); Erik Smith (producer)
  - Richard van Allan, Janet Baker, Montserrat Caballé, Ileana Contrubas, Vladimiro Ganzarolli, Nicolai Gedda (solisten); Royal Opera House Orchestra (orkest)
- Best Choral Performance (koor)
  - "Orff: Carmina Burana" - Michael Tilson Thomas (dirigent); Robert Page (koordirigent)
  - Cleveland Boys Choir; Cleveland Orchestra Chorus
- Album of the Year (Classical)
  - "Beethoven: Symphonies (9) Complete" - Georg Solti (dirigent); Raymond Minshull (producer)
  - Chicago Symphony Orchestra

### Comedy
- Best Comedy Recording
  - "Is It Something I Said?" - Richard Pryor

### Composing & Arranging (Compositie & arrangementen)
- Best Instrumental Composition
  - Michel Legrand voor "Images"
- Best Original Score Written for a Motion Picture or TV Special (Beste muziek voor film of tv-show)
  - "Jaws" - John Williams
- Best Instrumental Arrangement
  - Pete Carpenter & Mike Post (arrangeurs) voor "The Rockford Files" (uitvoerende: Mike Post)
- Best Arrangement accompanying Vocalist(s) (Beste arrangement met zang)
  - Ray Stevens voor "Misty"

### Kinderrepertoire
- Best Recording for Children
  - "The Little Prince" - Richard Burton

### Musical
- Best Cast Show Album
  - "The Wiz" - Charlie Smalls (componist); Jerry Wexler (producer)

### Hoezen
- Best Album Package
  - Jim Ladwig (ontwerper) voor "Honey" (uitvoerenden: Ohio Players)
- Best Album Notes
  - Pete Hamill (schrijver) voor "Blood on the Tracks" (uitvoerende: Bob Dylan)
- Best Album Notes (klassiek album)
  - Gunther Schuller (schrijver) voor "Footlifters" (uitvoerende: Gunther Schuller)

### Production & Engineering (Productie & techniek)
- Best Engineered Recording (Non-Classical) (Beste techniek op een niet-klassiek album)
  - Brooks Arthur, Larry Alexander & Russ Payne (technici) voor "Between The Lines" (uitvoerende: Janis Ian)
- Best Engineered Recording (Classical) (Beste techniek op een klassiek album)
  - Edward T. Graham, Milton Cherin & Ray Moore (technici) voor "	Ravel: Daphnis Et Chloe (Complete Ballet)" (uitvoerenden: New York Philharmonic o.l.v. Pierre Boulez)
- Producer of the Year
  - Arif Mardin

### Gesproken Woord
- Best Spoken Word Recording
  - "Give 'em Hell, Harry" - James Whitmore